# Wattenbek
Wattenbek ist eine Gemeinde bei Neumünster im Kreis Rendsburg-Eckernförde in Schleswig-Holstein und ist mit circa 2800 Einwohnern die zweitgrößte Gemeinde des Amtes Bordesholm.

## Geografie und Verkehr
Wattenbek liegt etwa zehn Kilometer nördlich von Neumünster in ländlicher Umgebung. Westlich verlaufen die Bundesautobahn 215 von Neumünster nach Kiel sowie die Bundesautobahn 7, die einen Anschluss in Richtung Flensburg, Dänemark und nach Hamburg bietet. Östlich befindet sich die Bundesstraße 404 von Bad Segeberg nach Kiel.
Ein Teil des Naturschutzgebiets Dosenmoor liegt in der Gemeinde und nimmt eine überregionale Bedeutung für Spaziergänger und Radfahrer ein, da es eines der wenigen Hochmoore ist.

## Geschichte
Es gibt zwei Theorien, wie sich der erstmals 1220 erwähnte Name des Ortes entwickelt haben könnte. Der eine Ansatz geht auf Thietbernus v. Wakenbek zurück, der sich in dem Gebiet des heutigen Dorfes niedergelassen hat. Im Laufe der Zeit wurde dann aus Wakenbek der Name Wattenbek.
Der andere Ansatz für die Namensherkunft geht auf einen Bach (niederdeutsch „Bek“) zurück. „Watten“ bedeutet „seichte Stelle an einem Bach oder Fluss“. Die ersten Siedlungen dieses Ortes wurde also dem Namen nach an einer seichten Stelle am Bach errichtet.

## Politik

### Gemeindevertretung
Bei der Kommunalwahl am 14. Mai 2023 wurden insgesamt 17 Sitze vergeben. Aktiv für Wattenbek erhielt acht Sitze, die Kommunale Wählergemeinschaft Wattenbek sechs Sitze und die Wählergemeinschaft für Wattenbek drei Sitze.

### Wappen
Wappen und Flagge Wattenbeks sollen die Verbindung der alteingesessenen Bürger mit den Neubürgern symbolisieren. Die Giebel sollen auf das Nebeneinander historischer Bebauung und Neubauten hinweisen. Der Wellenbalken steht für den Bach, dem der Ort seinen Namen verdankt. Die Rohrkolben stehen für die naturräumliche Lage mit dem Dosenmoor als Bestandteil.
Blasonierung: „Durch einen silbernen Wellenbalken von Rot und Blau geteilt. Oben zwei im Umriss gleichförmige silberne Hausgiebel nebeneinander, der vordere von einem Bordesholmer Bauernhaus, der hintere von einem modernen Einfamilienhaus; unten drei wachsende silberne Rohrkolben nebeneinander.“

## Wirtschaft
Die Gemeinde ist überwiegend landwirtschaftlich strukturiert, hat jedoch auch einige Gewerbe- und Dienstleistungsbetriebe sowie Wohngebiete. Zu dem größten ansässigen Betrieb gehört das Hauptlager des Getränkemarkts Riepen. Im Ort befinden sich dazu noch zwei große Gaststätten, eine Tankstelle und ein Angelfachgeschäft. In unmittelbarer Nähe befinden sich auf Bordesholmer Gebiet unter anderem Lebensmittelläden, Baumärkte, Bekleidungsgeschäfte sowie Banken und Post. Im Norden des Ortes befindet sich ein Gewerbegebiet mit Anbindung an die Landesstraße 49.

## Sehenswürdigkeiten
In der Liste der Kulturdenkmale in Wattenbek stehen die in der Denkmalliste des Landes Schleswig-Holstein eingetragenen Kulturdenkmale.

### Räucherkate
Die Gemeinde hat die 1789 erbaute Räucherkate, die sich in einem für die Region typischen Bauernhaus befindet und unter Denkmalschutz steht, 1995 übernommen. Sie wird nicht nur weiterhin zum Räuchern von Schinken und Mettwurst genutzt, sondern seit der Sanierung eines anderen Teils des Gebäudes im Jahre 2000 auch für kulturelle Veranstaltungen oder auch für Ausstellungen. Außerdem ist ein Café in der Räucherkate vorhanden.

### Hirtenwurfstock
Im Jahre 1952 wurde bei Arbeiten im Dosenmoor etwa einen Meter unter der Oberfläche ein etwa 65 Zentimeter langer und zwei Zentimeter dicker Stab gefunden, der reich mit geschnitzten Menschen- und Tierfiguren verziert ist und heute im Landesmuseum in Schloss Gottorf ausgestellt ist. Das genaue Alter des Stabs ist nicht bekannt, aber er wurde möglicherweise vor 900 angefertigt.

## Gemeindeleben
Das Gemeindeleben Wattenbeks ist von zahlreichen Aktivitäten seiner Bürger geprägt, mit dem 1998 eröffneten Gemeindezentrum „Schalthaus“ als Mittelpunkt. Außer den gemeindlichen Sitzungen finden dort Theateraufführungen, Ausstellungen und Konzerte statt. Auch das Gemeindebüro befindet sich dort.
Weit über Wattenbeks Ortsgrenze hinaus sind die vom Kulturkreis herausgegebenen Wattenbeker Kochbücher bekannt.

## Grundschule Wattenbek
Im Mittelpunkt der Gemeinde befindet sich die 9-klassige Grundschule mit rund 200 Schülerinnen und Schülern, 13 Lehrerinnen und 2 Sonderpädagoginnen.
Im Altbau der Wattenbeker Grundschule befinden sich sechs Klassenräume, fünf Gruppenräume und zwei Kindergartenräume. Der Neubau ist mit acht Klassenräumen, sechs Gruppenräumen, einem großen Mehrzweckraum und Verwaltungs- und Lagerräumen ausgestattet. In der Turnhalle gibt es eine Bühne sowie Garderoben und Materialräume. Auch die Räume der betreuten Grundschule und des Sportplatzes gehören dazu.
Mit dem Schuljahr 2011/12 ist die Landschule an der Eider als Grundschule des Schulverbandes Bordesholm in Wattenbek entstanden. Die Landschule an der Eider vereint die Standorte Wattenbek und Brügge. Der Sitz der Verwaltung ist in Wattenbek.

## Sport und Kultur

### Sport
Direkt neben der Wattenbeker Grundschule liegen die vom TSV Wattenbek genutzten Sportanlagen mit zwei Fußballplätzen und das Sportheim.
Der TSV Wattenbek e.v. bietet im Raum Wattenbek attraktive Sportangebote an und betreibt seit gut 50 Jahren Kinder- und Jugendförderung. Angebotene Sportarten des TSV Wattenbeks sind Handball, Volleyball, Basketball und Turnen. Außerdem gibt es ein Angebot an Kampfkunst-Sportarten, wie beispielsweise Judo, Jiu-Jitsu oder Chinesisches Boxen (Kung-Fu).

### Kinder- und Jugendtreff
Seit Anfang 2000 gibt es in Wattenbek in unmittelbarer Nähe zur Wattenbeker Grundschule das neu gebaute Kinder- und Jugendtreff. Dort gibt es unter der Woche von Montag bis Freitag eine Vielzahl an Angeboten und Aktivitäten für Kinder und Jugendliche. Außerdem gibt es einige Ferienaktivitäten wie zum Beispiel das Sommerlager am Brahmsee, das schon seit Jahren jeden Sommer stattfindet.

### Senioren
Die Seniorengruppe „Mach mit“ der Gemeinde Wattenbek bietet ein vielfältiges Angebot, wie Computerkurse, Kaffeenachmittage und anderes für Senioren an.